# ياكوتسك
ياكوتسك (بالياقوتيّة-Дьокуускай) هي إحدى مدن روسيا وهي عاصمة الكيان الفدرالي الروسي ياقوتيا، تقع على على الضفة اليسرى لنهر لينا. يبلغ عدد سكانها 286.5 ألف نسمة ومساحتها 122 كيلومتر مربع.

## تاريخ
تأسست المدينة في 25 سبتمبر عام 1632 على الجانب الأيمن لنهر لينا كحصن من قبل بطرس بيكيتوف وجنوده في أثناء قيامهم بجولة تفقدية لضفاف النهر وكان يسمى آنذاك «حصن لينسكي».
عام 1643 تم تبديل الاسم إلى ياكوتسك وأصبحت مركزاً عسكريا وإدارياً وتجاريا في المنطقة. وفي عام 1851 أصبحت مركزا لمقاطعة ياكوتيا المستقلة التي منحت آنذاك حقوق المحافظة.
شهدت المدينة تطوراً اعوام 1907 - 1913 حيث أُنشئت محطة لإنتاج الطاقة الكهربائية وبدالة للهاتف وافتتح فيها متحف وأسست الجمعية الجغرافية الإمبراطورية. منذ عام 1922 ولغاية 1991 كانت المدينة مركزا لجمهورية ياقوتيا السوفيتية ذات الحكم الذاتي وفي عام 1991 أصبحت عاصمة جمهورية ساخا.

## التعليم
توجد في المدينة العديد من الجامعات ومعاهد الأبحاث العلمية وغيرها من المؤسسات التعليمية منها معاهد الأبحاث العلمية التابعة لأكاديمية العلوم الروسية. من ضمنها «معهد أبحاث المنطقة المتجمدة السرمدية باسم ميلنيكوف» و«معهد مشاكل الأقوام الشمالية الصغيرة» و«معهد جيولوجيا الماس». كما فيها جامعة ياكوتسك الحكومية وأكاديمية ياكوتسك الحكومية للزراعة والأكاديمية الحكومية للعلوم التربوية وغيرها.

## الطقس
مع مناخ شبه قطبي (تصنيف مناخ كوبن: Dfd)، ياكوتسك لديها أبرد درجات حرارة في الشتاء لأي مدينة رئيسية على وجه الأرض.  يتراوح متوسط درجات الحرارة الشهرية في ياكوتسك من +19.5 درجة مئوية في يوليو إلى -38.6 درجة مئوية في يناير، ياكوتسك هي أكبر مدينة مبنية على التربة الصقيعية المستمرة، والعديد من المنازل مبنية على أكوام خرسانية.
سجّلت أدنى درجات الحرارة المسجلة على كوكب الأرض خارج القارة القطبية الجنوبية (وربما بعض أجزاء جرينلاند الداخلية التي لا تتوفر لها سجلات مناخية مفصلة) في حوض نهر يانا إلى الشمال الشرقي من ياكوتسك.  على الرغم من أن فصول الشتاء شديدة البرودة وطويلة - لم تسجل ياكوتسك أبدًا درجة حرارة أعلى من درجة التجمد بين 10 نوفمبر و 14 مارس - يكون الصيف دافئًا وحارًا أحيانًا (على الرغم من قصره)، مع درجات حرارة يومية قصوى تتجاوز +30 درجة مئوية،  جعل الاختلافات الموسمية في درجات الحرارة للمنطقة الأكبر في العالم عند 102 درجة مئوية. [13]  كانت أدنى درجة حرارة مسجلة في ياكوتسك هي -64.4 درجة مئوية في 5 فبراير 1891 وأعلى درجات الحرارة +38.4 درجة مئوية في 17 يوليو 2011 و +38.3 درجة مئوية في 15  يوليو 1942. كان الشهر الأكثر سخونة في السجلات التي تعود إلى عام 1834 هو يوليو 1894، بمتوسط +23.2 درجة مئوية، [14] والأبرد، يناير 1900، والذي بلغ متوسطه -51.4 درجة مئوية. [15]  ياكوتسك هي أكبر مدينة في العالم بمتوسط درجة حرارة شتوية تقل عن -30 درجة مئوية.
ياكوتسك لها موقع داخلي، على بعد حوالي 1000 كيلومتر (620 ميل) من المحيط الهادئ، والذي يقترن بخط العرض المرتفع يعني التعرض لفصول الشتاء القاسية وكذلك نقص درجة الحرارة المعتدلة.  ترتفع درجات الحرارة في شهر يوليو إلى متوسط أعلى من المعدل الطبيعي لخط العرض هذا، حيث يكون المتوسط أكثر سخونة بعدة درجات من مدن أقصى الجنوب مثل فلاديفوستوك أو يوجنو ساخالينسك.  درجات الحرارة في شهر يوليو / تموز أكثر سخونة من بعض المناطق البحرية شبه الاستوائية.  يضمن الصيف الدافئ أن ياكوتسك، على الرغم من فصول الشتاء المتجمدة، تقع في أقصى الجنوب من خط الأشجار.  في فصل الشتاء، تكون ياكوتسك أكثر برودة بين 35 درجة مئوية و 40 درجة مئوية من المدن الأكثر اعتدالًا على خطوط العرض المماثلة في الدول الاسكندنافية.

المناخ جاف تمامًا، مع هطول معظم هطول الأمطار السنوي في الأشهر الأكثر دفئًا، بسبب ارتفاع سيبيريا الشديدة التي تتكون حول الهواء القاري شديد البرودة خلال فصل الشتاء.  ومع ذلك، فإن هطول الأمطار في الصيف ليس غزيرًا لأن الرياح الجنوبية الشرقية الرطبة القادمة من المحيط الهادئ تفقد رطوبتها فوق الجبال الساحلية قبل وصولها إلى وادي لينا.
| البيانات المناخية لـياكوتسك (1981-2010م) | البيانات المناخية لـياكوتسك (1981-2010م) | البيانات المناخية لـياكوتسك (1981-2010م) | البيانات المناخية لـياكوتسك (1981-2010م) | البيانات المناخية لـياكوتسك (1981-2010م) | البيانات المناخية لـياكوتسك (1981-2010م) | البيانات المناخية لـياكوتسك (1981-2010م) | البيانات المناخية لـياكوتسك (1981-2010م) | البيانات المناخية لـياكوتسك (1981-2010م) | البيانات المناخية لـياكوتسك (1981-2010م) | البيانات المناخية لـياكوتسك (1981-2010م) | البيانات المناخية لـياكوتسك (1981-2010م) | البيانات المناخية لـياكوتسك (1981-2010م) | البيانات المناخية لـياكوتسك (1981-2010م) |
| الشهر                                    | يناير                                    | فبراير                                   | مارس                                     | أبريل                                    | مايو                                     | يونيو                                    | يوليو                                    | أغسطس                                    | سبتمبر                                   | أكتوبر                                   | نوفمبر                                   | ديسمبر                                   | المعدل السنوي                            |
| ---------------------------------------- | ---------------------------------------- | ---------------------------------------- | ---------------------------------------- | ---------------------------------------- | ---------------------------------------- | ---------------------------------------- | ---------------------------------------- | ---------------------------------------- | ---------------------------------------- | ---------------------------------------- | ---------------------------------------- | ---------------------------------------- | ---------------------------------------- |
| الدرجة القصوى °م (°ف)                    | −5.8 (21.6)                              | −2.2 (28.0)                              | 8.3 (46.9)                               | 21.1 (70.0)                              | 31.1 (88.0)                              | 35.1 (95.2)                              | 38.4 (101.1)                             | 35.4 (95.7)                              | 27.0 (80.6)                              | 18.6 (65.5)                              | 3.9 (39.0)                               | −3.9 (25.0)                              | 38.4 (101.1)                             |
| متوسط درجة الحرارة الكبرى °م (°ف)        | −35.1 (−31.2)                            | −28.6 (−19.5)                            | −12.3 (9.9)                              | 1.7 (35.1)                               | 13.2 (55.8)                              | 22.4 (72.3)                              | 25.5 (77.9)                              | 21.5 (70.7)                              | 11.5 (52.7)                              | −3.6 (25.5)                              | −23.1 (−9.6)                             | −34.3 (−29.7)                            | −3.4 (25.8)                              |
| متوسط درجة الحرارة الصغرى °م (°ف)        | −41.5 (−42.7)                            | −38.2 (−36.8)                            | −27.4 (−17.3)                            | −11.8 (10.8)                             | 1.0 (33.8)                               | 9.3 (48.7)                               | 12.7 (54.9)                              | 8.9 (48.0)                               | 1.2 (34.2)                               | −12.2 (10.0)                             | −31 (−24)                                | −40.4 (−40.7)                            | −14.1 (6.6)                              |
| أدنى درجة حرارة °م (°ف)                  | −63 (−81)                                | −64.4 (−83.9)                            | −54.9 (−66.8)                            | −41 (−42)                                | −18.1 (−0.6)                             | −5.4 (22.3)                              | −1.5 (29.3)                              | −7.8 (18.0)                              | −14.2 (6.4)                              | −40.9 (−41.6)                            | −54.5 (−66.1)                            | −59.8 (−75.6)                            | −64.4 (−83.9)                            |
| الهطول مم (إنش)                          | 9 (0.4)                                  | 8 (0.3)                                  | 7 (0.3)                                  | 8 (0.3)                                  | 20 (0.8)                                 | 35 (1.4)                                 | 39 (1.5)                                 | 37 (1.5)                                 | 31 (1.2)                                 | 18 (0.7)                                 | 16 (0.6)                                 | 10 (0.4)                                 | 238 (9.4)                                |
| معدل هطول الأمطار مم (إنش)               | 2.1 (0.08)                               | 2.0 (0.08)                               | 1.9 (0.07)                               | 2.9 (0.11)                               | 3.8 (0.15)                               | 7.3 (0.29)                               | 6.5 (0.26)                               | 6.0 (0.24)                               | 5.3 (0.21)                               | 6.1 (0.24)                               | 5.7 (0.22)                               | 4.1 (0.16)                               | 53.7 (2.11)                              |
| متوسط تساقط الثلوج مم (إنش)              | 28 (1.1)                                 | 28 (1.1)                                 | 17 (0.7)                                 | 10 (0.4)                                 | 5 (0.2)                                  | 0 (0)                                    | 0 (0)                                    | 0 (0)                                    | 4 (0.2)                                  | 25 (1.0)                                 | 28 (1.1)                                 | 27 (1.1)                                 | 172 (6.9)                                |
| متوسط الرطوبة النسبية (%)                | 76                                       | 76                                       | 70                                       | 60                                       | 54                                       | 57                                       | 62                                       | 67                                       | 72                                       | 78                                       | 78                                       | 76                                       | 69                                       |
| ساعات سطوع الشمس الشهرية                 | 18.6                                     | 98.0                                     | 232.5                                    | 273.0                                    | 303.8                                    | 333.0                                    | 347.2                                    | 272.8                                    | 174.0                                    | 105.4                                    | 60.0                                     | 9.3                                      | 2٬227٫6                                  |
| المصدر #1: Pogoda.ru.net                 |                                          |                                          |                                          |                                          |                                          |                                          |                                          |                                          |                                          |                                          |                                          |                                          |                                          |
| المصدر #2:                               |                                          |                                          |                                          |                                          |                                          |                                          |                                          |                                          |                                          |                                          |                                          |                                          |                                          |